# Новоорск
Новоо́рск — посёлок (ранее посёлок городского типа) в Оренбургской области России, административный центр Новоорского района и Новоорского поссовета.

## География
Расположен на реке Большой Кумак (приток Урала). Железнодорожная станция на участке Орск — Карталы Уральского хода, в 288 км к востоку от областного центра города Оренбурга.

## История
Основан в 100-летний юбилей города Орска в 1835-1836 годы как казачья станица. С 1961 года рабочий поселок.
С июня 1962 года станция Новоорск стала использоваться для строительства и эксплуатации Ириклинской ГРЭС: по ней осуществлялись поставки оборудования, а впоследствии — подвоз топлива.

## Население
| 1959 | 1970  | 1979  | 1989    | 2002    | 2010    | 2021    |
| ---- | ----- | ----- | ------- | ------- | ------- | ------- |
| 5210 | ↗9909 | ↘9341 | ↗10 411 | ↗11 274 | ↗11 295 | ↘11 071 |

## Экономика
В Новоорске имеются следующие промышленные предприятия:
- ООО «Эй-Си-Пи-Эс Автомотив» (ранее Бозал-Автофлекс», производство тягово-сцепных устройств)
- АО «НОЭМЗ» (Новоорский опытно экспериментальный завод, производство автоприцепов)
- ООО «Юнит-МК» (производство вентиляционных люков).[9]
- ООО «МЦЭ-СК» (производство нефте-газового оборудования)

Также ведётся производство пуховых платков.